# Moře Scotia
Moře Scotia je okrajovým mořem Atlantského a Jižního oceánu. Rozlévá se mezi Ohňovou zemí, Jižní Georgií, Jižními Sandwichovými ostrovy, Jižními Oknejemi a Antarktickým poloostrovem, tedy mezi body pevniny, spojenými podmořským hřbetem Scotia, jímž je moře Scotia na severu, východě a jihu geograficky vymezeno. Na západě jej pak ohraničuje Drakeův průliv.
Moře (v angličtině Scotia Sea) bylo pojmenováno roku 1932 po lodi Scotia, plavidle Skotské národní antarktické expedice pod vedením Williama Speirs Bruce, která zde v letech 1902 až 1904 prováděla výzkum. V Argentině, která si zatím bezvýsledně nárokuje většinu ostrovů v oblasti, je moře považováno za součást tzv. Argentinského moře (španělsky Mar Argentino).

## Galerie

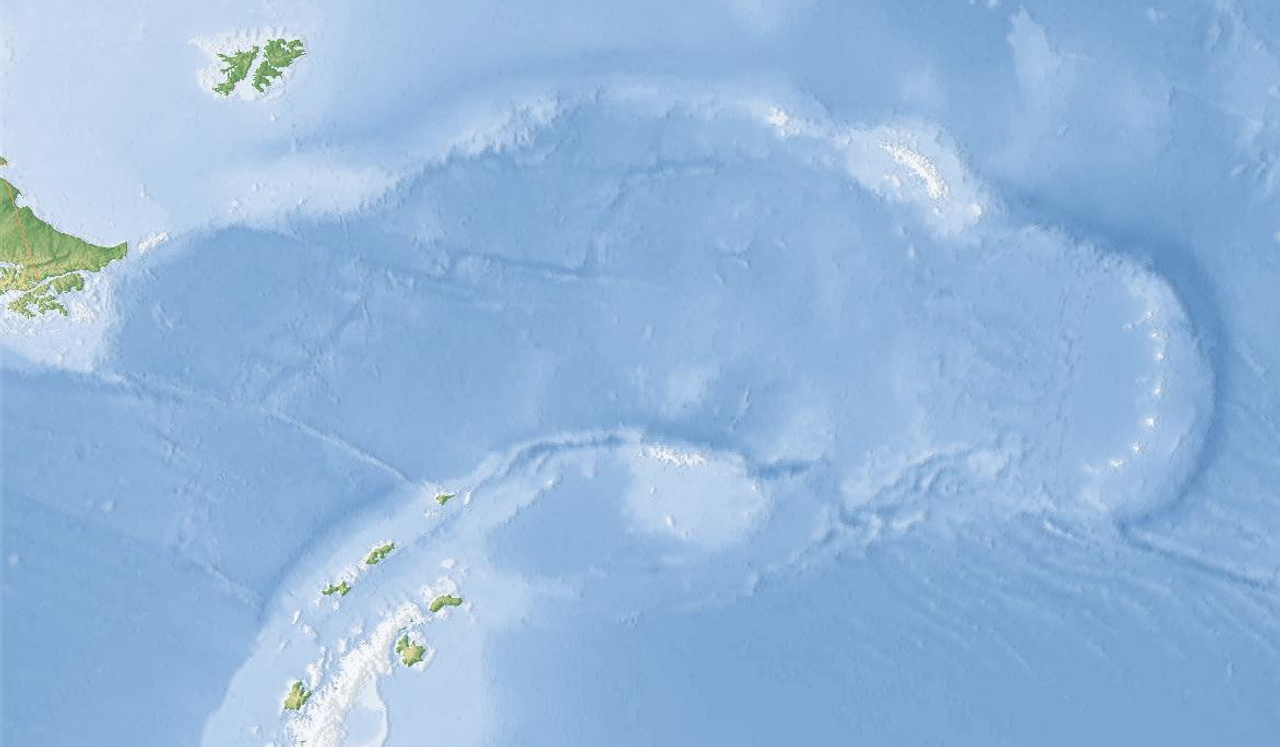
Mapka znázorňující podmořský hřbet Scotia, ohraničující stejnojmenné moře
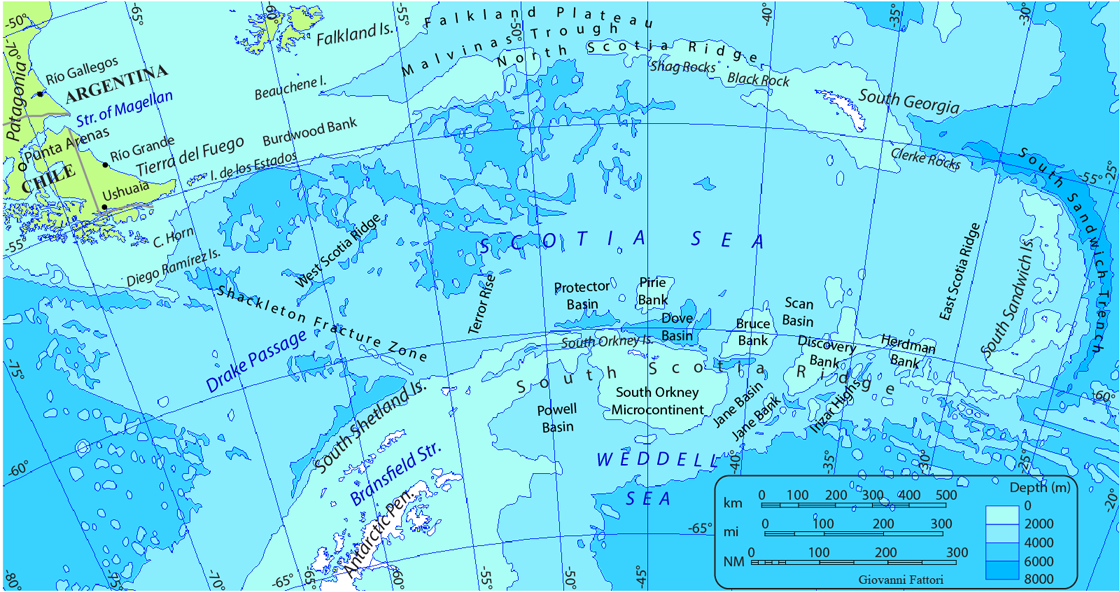
Jména podmořských útvarů
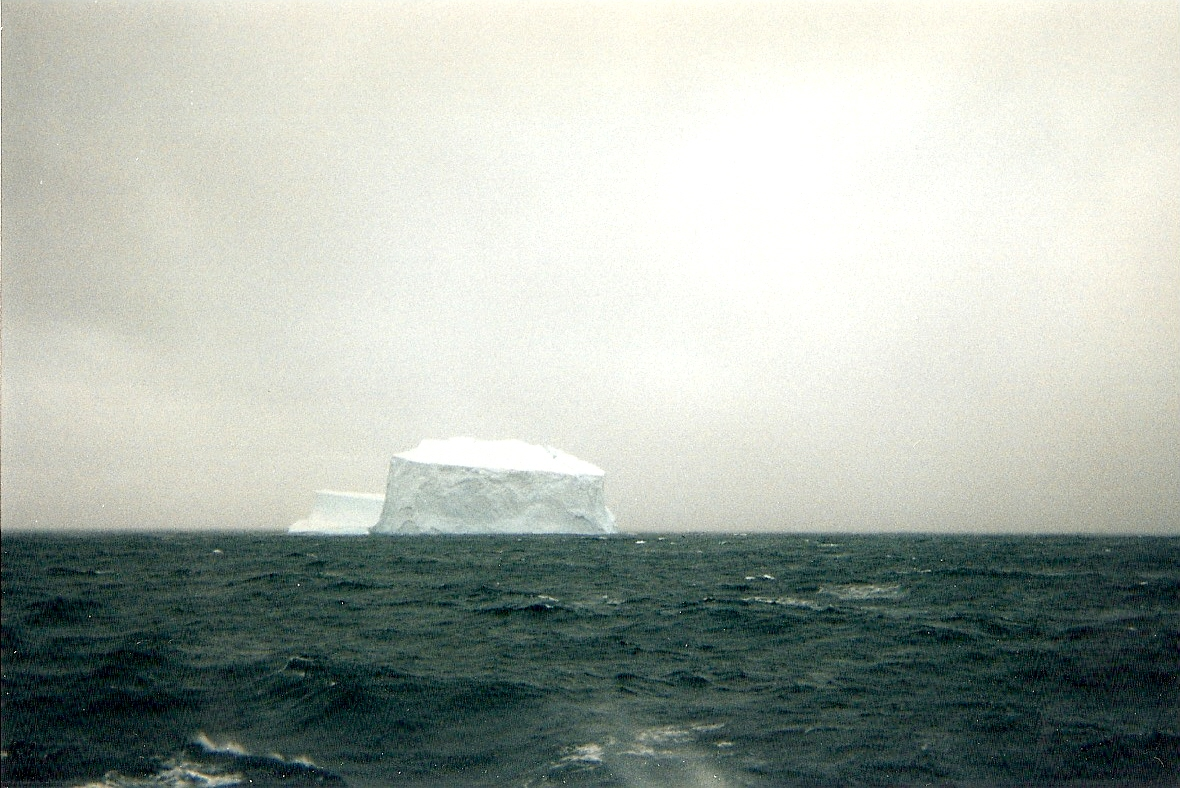
Kra v moři Scotia